# Tyrowo (gromada)
Tyrowo – dawna gromada, czyli najmniejsza jednostka podziału terytorialnego Polskiej Rzeczypospolitej Ludowej w latach 1954–1972.
Gromady, z gromadzkimi radami narodowymi (GRN) jako organami władzy najniższego stopnia na wsi, funkcjonowały od reformy reorganizującej administrację wiejską przeprowadzonej jesienią 1954 do momentu ich zniesienia z dniem 1 stycznia 1973, tym samym wypierając organizację gminną w latach 1954–1972.
Gromadę Tyrowo z siedzibą GRN w Tyrowie utworzono – jako jedną z 8759 gromad na obszarze Polski – w powiecie ostródzkim w woj. olsztyńskim na mocy uchwały nr 22 WRN w Olsztynie z dnia 4 października 1954. W skład jednostki wszedł obdzar dotychczasowej gromady Tyrowo oraz miejscowość Ryńskie z dotychczasowej gromady Smykowo ze zniesionej gminy Tyrowo, a  także miejscowości Morliny i Cierzpięty z dotychczasowej gromady Ornowo ze zniesionej gminy Ostróda, w tymże powiecie. Dla gromady ustalono 9 członków gromadzkiej rady narodowej.
Gromadę zniesiono 31 grudnia 1961, a jej obszar włączono do gromad Kajkowo (PGR-y Morliny i Ryńskie oraz osadę Cierzpięty) i Samborowo (wieś Tyrowo) w tymże powiecie.